# Ендодонтия
Ендодонтия (от латински – представка endo-, значеща вътрешен, и -odontia – терминоелемент със значение зъбен) е раздел от стоматологията и денталната медицина, който изучава етиологията, патогенезата, диагностиката, лечението и профилактиката на заболяванията на твърдите зъбни тъкани (кариес и некариозни заболявания), зъбната пулпа и периодонциума на постоянните зъби . Това е и една от признатите от Министерството на здравеопазването на Република България специализации в областта на деталната медицина под названието Оперативно зъболечение и ендодонтия.

## Заболявания в областта на ендодонтията
Обикновено ендодонтията се вклюва като раздел на по-голямата дисциплина консервативно зъболечение, изучаваща заболяванията на зъбните тъкани като цяло. Другият раздел – кариесология – се занимава със заболяванията на твърдите зъбни тъкани с кариозен произход (кариес на емайла, дентина или цимента), както и с некариозен произход (флуороза, абразия, ерозия и др.). Ендодонтията е дисциплината, която изучава клиничните прояви и терапевтичните мерки при заболяванията на меките зъбни тъкани, намиращи се в кухината на зъба (cavitas dentis) и зъбните канали (canales dentis) или на периодонциума – пулпит и периодонтит. Ендодонтията разглежда редица междинни проблеми с други стоматологични дисциплини – алергология, пародонтология, протетика, хирургия, образна диагностика.

## Методи за лечение
При невъзможност да се съхрани виталността на зъба се прибягва до ендодонтско или кореново лечение. То цели отстраняване на некротичните маси при максимално запазване на здравите зъбни тъкани за последващо възстановяване на зъба; асептика и антисептика на оперативното поле с цел избягване на рецидиви; поетапно разширяване на кореновите канали и качественото им пломбиране. Ендодонтското лечение се предхожда от рентгенологично обследване на лекувания зъб с цел изясняване броя и анатомията на кореновите канали и изследване на околозъбните тъкани. То също така се последва от периодични (през 3 или 6 месеца поне 2 години след лечението) рентенографски обследвания, целящи проследяване на евентуални рецидиви.
Поради спецификата на кореновата анатомия или наличието на допълнителни и микроскопични канали на зъба в определени случаи се налага лечение със специални ендодонтски микроскопи. При определени показания са приложими и методите на ендодонтската хирургия – напр. хемисекция (отстраняване на един от корените на лекуван зъб, при което останилият/те здрав/и корен/и поема/т функционалното натоварване и върху тях се изгражда коронката).

## История на ендодонтията в България
Специализирана ендодонтска помощ в България се появява наред със създаването през 1942 г. на Зъболекарския отдел към Медицинския факултет на СУ, днес Факултет по дентална медицина към МУ София. През тази година с указ на Народното събрание се създават три нови катедри, които да осъществяват зъболекарското образование – една от тях е посветена на консервативното зъболечение (дореф. правопис Катедра по консервативно зѫжболѣение). През 1946 г. се разкрива вече същинската Катедра, чийто пръв ръководител става проф. Свраков. По-късно става част от Катедрата по терапевтична стоматология до разделянето ѝ през 1998 г.